# 東京都市計画道路幹線街路放射第16号線
東京都市計画道路幹線街路放射第16号線（とうきょうとしけいかくどうろかんせんがいろほうしゃだい16ごうせん）は、東京都千代田区の皇居大手門から発し、江戸川区東葛西に至る都市計画道路である。江東区清砂大橋西詰交差点までは永代通りと呼ばれる、清砂大橋西詰交差点以東は清砂大橋通りとなる。
2004年（平成16年）3月28日の清砂大橋の完成により全線が開通した。全線にわたり、東京メトロ東西線と並行する。終点付近は一部未供用の区間があるが、将来的には旧江戸川に架橋し、千葉県浦安市の浦安都市計画道路3・1・2号（堀江東野線）と接続する予定がある。

## 起点・終点
- 起点：東京都千代田区
- 終点：東京都江戸川区東葛西九丁目
- 総延長：11,980m

## 正式名称
正式名称は以下のようになっている。
- 東京都道403号大手町湯島線：大手門交差点 - 大手町交差点
- 国道1号・国道20号：大手町交差点 - 日本橋交差点
- 東京都道・千葉県道10号東京浦安線：日本橋交差点 - 清新一中北交差点
- 東京都道450号新荒川葛西堤防線：清新一中北交差点 - 東葛西。しかし一般的には都道450号と呼称される事は少ない。都道450号は葛西地区の周囲を取り囲んでいるため、区別が付かないからである。放射16号、清砂大橋通りなどと呼ばれる。なお清砂通りは清洲橋通りの旧称であるため、注意が必要である。

## 主に交差する道路
- 内堀通り（東京都道301号白山祝田田町線）- 大手門交差点
- 日比谷通り（国道1号・東京都道403号大手町湯島線）- 大手町交差点
- 江戸通り（東京都道407号丸の内室町線）- 丸の内一丁目交差点
- 外堀通り（東京都道405号外濠環状線）- 呉服橋交差点
- 中央通り（国道15号）- 日本橋交差点
- 昭和通り（東京都道316号日本橋芝浦大森線）- 江戸橋一丁目交差点
- 新大橋通り（東京都道・千葉県道50号東京市川線）- 茅場町二丁目交差点
- 鍛冶橋通り - 永代橋西交差点
- 葛西橋通り（東京都道475号永代葛西橋線） - 永代二丁目交差点
- 清澄通り（東京都道463号上野月島線） - 門前仲町交差点
- 三ツ目通り（東京都道319号環状三号線） - 木場五丁目交差点
- 四ツ目通り（東京都道465号深川吾嬬町線） - 東陽町駅前交差点
- 明治通り（東京都道・千葉県道10号東京浦安線・東京都道306号王子千住夢の島線） - 日曹橋交差点
- 丸八通り（東京都道・千葉県道10号東京浦安線支線） - 南砂町駅入口交差点
- 船堀街道（東京都道308号千住小松川葛西沖線） - 清新一中北交差点
- 東京都道450号新荒川葛西堤防線 - 清新一中北交差点・西葛西六丁目（総合レクリエーション公園付近）
- 環七通り（東京都道318号環状七号線） - 中葛西交差点

## 主な接続する橋梁
- 永代橋（隅田川）
- 清砂大橋（荒川）

## 主な鉄道駅
- 大手町駅
- 東京駅
- 日本橋駅
- 茅場町駅
- 門前仲町駅
- 木場駅
- 東陽町駅
- 南砂町駅
- 西葛西駅
- 葛西駅